# Сорокино (Рязанский район)
Сорокино — деревня в Рязанском районе Рязанской области. Входит в Окское сельское поселение.

## География
Находится в центральной части Рязанской области на расстоянии приблизительно 19 км на юг по прямой от вокзала станции Рязань I.

## История
Деревня отмечена была уже на карте 1850 года как поселение с 7 дворами. В 1859 году здесь (тогда деревня Рязанского уезда Рязанской губернии) было учтено 6 дворов, в 1897 — 12.

## Население
Численность населения: 88 человек (1859 год), 89 (1897), 6 в 2002 году (русские 100 %), 7 в 2010.